# Avalanche Quartet

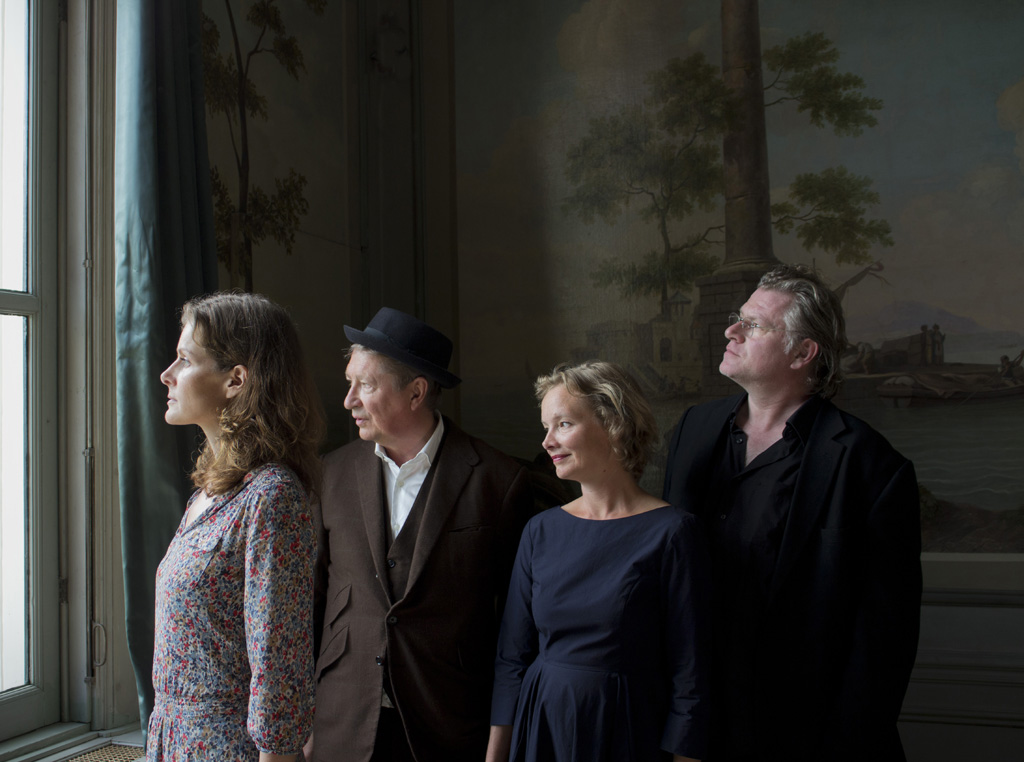
AvalancheQuartet 2013 01

Het Avalanche Quartet legt zich toe op het spelen van het werk van Leonard Cohen.
Henk Hofstede werd in 2005 gevraagd om voor de Nederlandse uitgave van het boek Yesterdays Tomorrow van Marc Hendrickx een cd met enkele liedjes van Leonard Cohen op te nemen.
De cd wordt zeer goed ontvangen. Er volgen radio- en tv optredens en enkele concerten.
In 2007 brengt een klein Zwitsers label de cd Leonard Cohen Songs uit.
Het Avalanche Quartet wordt regelmatig benaderd voor concerten in Nederland, Zwitserland, Frankrijk en België.
In het najaar van 2013 verschijnt het tweede album Rainy Night House en volgt een uitgebreide concert tour in Nederland.

## Bezetting
- Henk Hofstede (Nits) - zang, gitaar, piano
- Marjolein van der Klauw (Powderblue) - zang, gitaar
- Pim Kops (De Dijk) - gitaar, accordeon, toetsen
- Arwen Linnemann (ex-Nits) - contrabas
- regelmatige gast: Oli Hartung - gitaar

## Discografie
- Yesterday's tomorrow 2005 - cd bij boek
- Leonard Cohen songs 2007 - Avalanche Quartet
- Rainy Night House 2013 - Avalanche Quartet